# Flächennetz
Flächennetz ist eine in der Erd- und Landesvermessung verwendete Bezeichnung für ein Geoid- oder Vermessungsnetz, das schrittweise durch Auffüllen eines übergeordneten Rahmens oder durch Verdichtung rasterähnlich angelegter Messpunkte aufgebaut wird.
In der Erdmessung benützt man diese Vorgangsweise v. a. für die Geoidbestimmung:
- einerseits wenn in ein älteres Regionales Geoid neuere Daten eingefügt werden sollen, um seine Genauigkeit zu erhöhen,
- andererseits wenn eine profilartige Punktfolge -- wie sie aus klassischen Gradmessungen oder aus modernem GPS-Leveling stammen -- durch quer dazu laufende Messprofile flächenhaft verdichtet werden soll.

In der Landesvermessung diente die Methodik im frühen 20. Jahrhundert für große  Triangulierungen, um den Rechenaufwand (ohne Hilfsmittel wie die heutige EDV) erträglich zu halten. Eine bekannte Anwendung ist die für die USA-Triangulation entwickelte Area method von William Bowie (1924). Die Bearbeitung des riesigen Vermessungsnetzes (4.000.000 km²) erfolgte in 26 großen Vierecken, zwischen denen zuvor die knoten- und linienförmigen Verbindungen („Traversen“) berechnet worden waren. Anschließend wurden die ca. 500 km großen Teilnetze zum Ganzen zusammengefügt und später auf ganz Nordamerika ausgedehnt (Nordamerikanisches Netz NAD).
Ein zweites derartiges Großprojekt war das Zentraleuropäische Netz, das um 1940 begonnen und nach dem Zweiten Weltkrieg unter Führung von Helmut Wolf und Offizieren der US-Besatzungsmacht vollendet wurde. Es bildete die Grundlage des späteren Europanetzes (siehe auch ED50 und ED79), das allerdings über „Nähte“ entlang der Staatsgrenzen durchgerechnet wurde, um die Landesvermessungsdaten der einzelnen Staaten nicht gegenseitig in vollem Umfang überlassen zu müssen.
Bis heute sind ähnliche Verfahren im Einsatz, wenn bisweilen Operate zu bearbeiten sind, welche die vorhandene Rechenkapazität wesentlich übersteigen.
In Geoinformationssystemen wird der Terminus Flächennetz bisweilen für ein durch Teilflächen lückenlos überdecktes Gebiet ohne jegliche Redundanz verwendet.